# Saprosites pleurophoroides
Saprosites pleurophoroides är en skalbaggsart som beskrevs av Vladimir Balthasar 1971. Saprosites pleurophoroides ingår i släktet Saprosites och familjen Aphodiidae. Inga underarter finns listade i Catalogue of Life.